# Nico Rosberg
Nico Erik Rosberg (Wiesbaden, 1985. június 27. –) német-finn kettős állampolgársággal rendelkező autóversenyző, a Formula–1 2016-os (67.) szezonjának világbajnoka.
Nico az 1982-es Formula–1-es világbajnok, Keke Rosberg fia. Édesanyja német és ő maga is német színekben versenyez. Monacóban él és ott is nőtt fel. Finnül szinte egyáltalán nem beszél. A 2014-es Formula–1-es világbajnokságon csapattársa, Lewis Hamilton mögött a 2. helyen végzett, amely eredményét 2015-ben is meg tudta ismételni. 2016-ban Lewis Hamilton előtt végezve a Formula–1 világbajnoka lett, majd öt nap múlva, az FIA bécsi díjátadó gáláján bejelentette visszavonulását. 2018-tól a németországi RTL Formula 1-es közvetítéseinél dolgozik mint televíziós szakértő, valamint befektetőként van jelen a Formula E-ben.
Apjával, az 1982-es F1-es világbajnok Keke Rosberggel a Hill család után a második olyan apa-fia páros, amelynek mindkét tagja F1-es világbajnoknak mondhatja magát. (Graham Hill 1962-ben és 1968-ban, Damon Hill pedig 1996-ban lett az idény legjobbja.)

## Pályafutása

### A Formula–1 előtt
Nico Rosberg autóversenyző családba született, hiszen édesapja Formula–1-es világbajnok volt. Hatévesen ült először gokartba és 11 éves korától versenyzett. 2000-ben második helyezett lett a Forma-A gokart Európa-bajnokságban. Ezzel egy időben néhány Forma-Super A futamon is részt vett.
2002-ben váltott autókra a német Forma-BMW sorozatban és rögtön meg is nyerte a bajnokságot. Még ebben az évben (mindössze 17 évesen!) lehetőséget kapott a Formula–1-es BMW-Williams csapattól, hogy tesztelje autójukat, s ezzel (egészen Max Verstappen 2014-es Toro Rosso-tesztjéig) Nico Rosberg lett a legfiatalabb versenyző, aki valaha Formula–1-es autót vezetett.
2003-ban és 2004-ben a Formula–3 Euroseries-ben versenyzett édesapja csapatában, majd 2005-ben a GP2 sorozatba ment a Nicolas Todt (Jean Todt fia) tulajdonában lévő ART Grand Prix csapathoz. Akárcsak annak idején a Forma-BMW-ben, itt is azonnal bajnok lett, legyőzve a sokra tartott finn Heikki Kovalainent.
2005 novemberében bejelentették, hogy a következő szezonra leszerződtette Formula–1-es csapatába a Williams.

### A Formula–1-ben

#### Williams

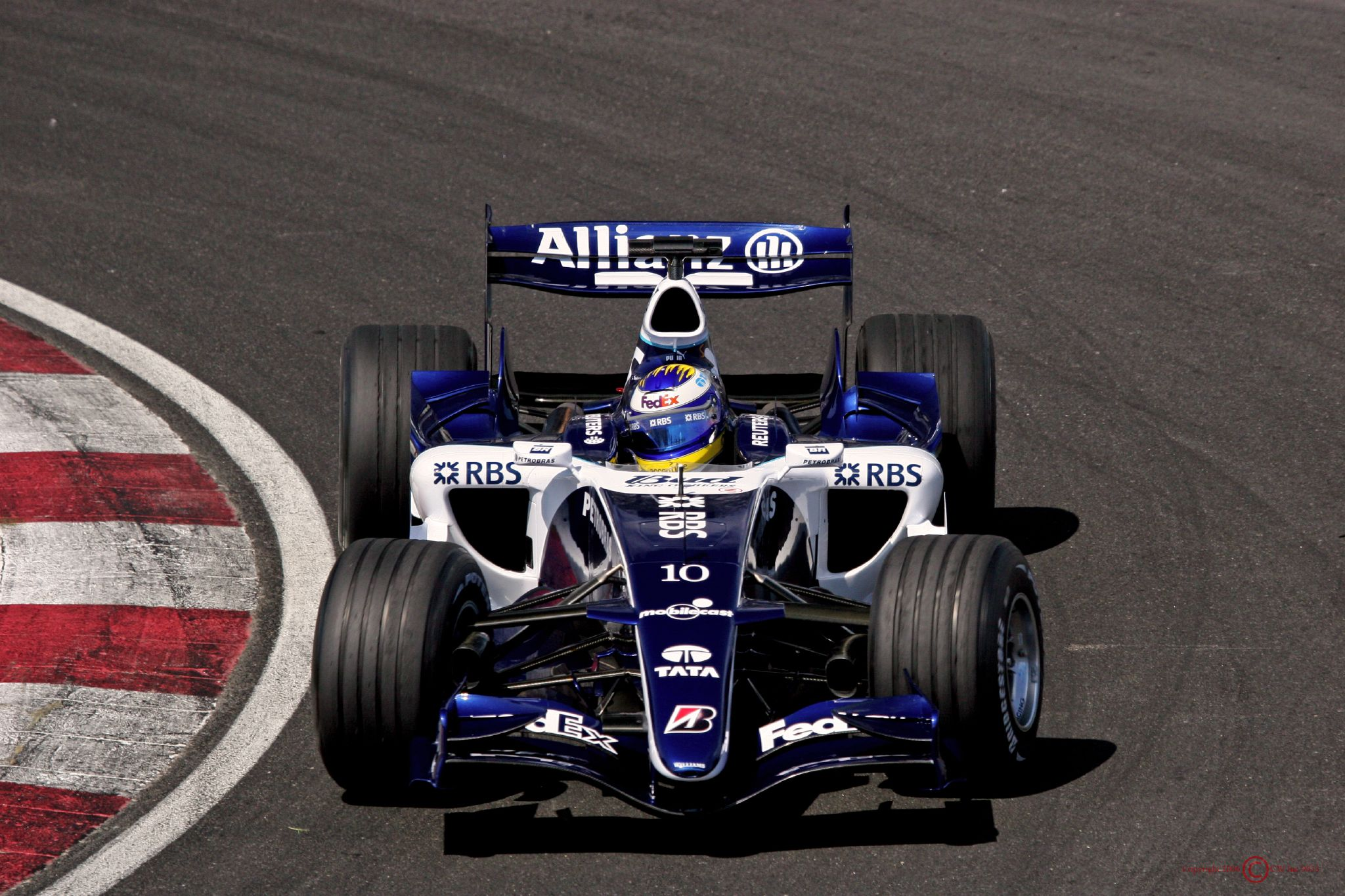
Nico Rosberg 2006-ban

Rosberg 2006-ban debütált a Formula–1-ben a Williamsszel. Első versenyén, a 2006-os bahreini nagydíjon megfutotta a verseny leggyorsabb körét, amivel  – Fernando Alonso rekordját megdöntve – ő lett a legfiatalabb versenyző, akinek ez sikerült.

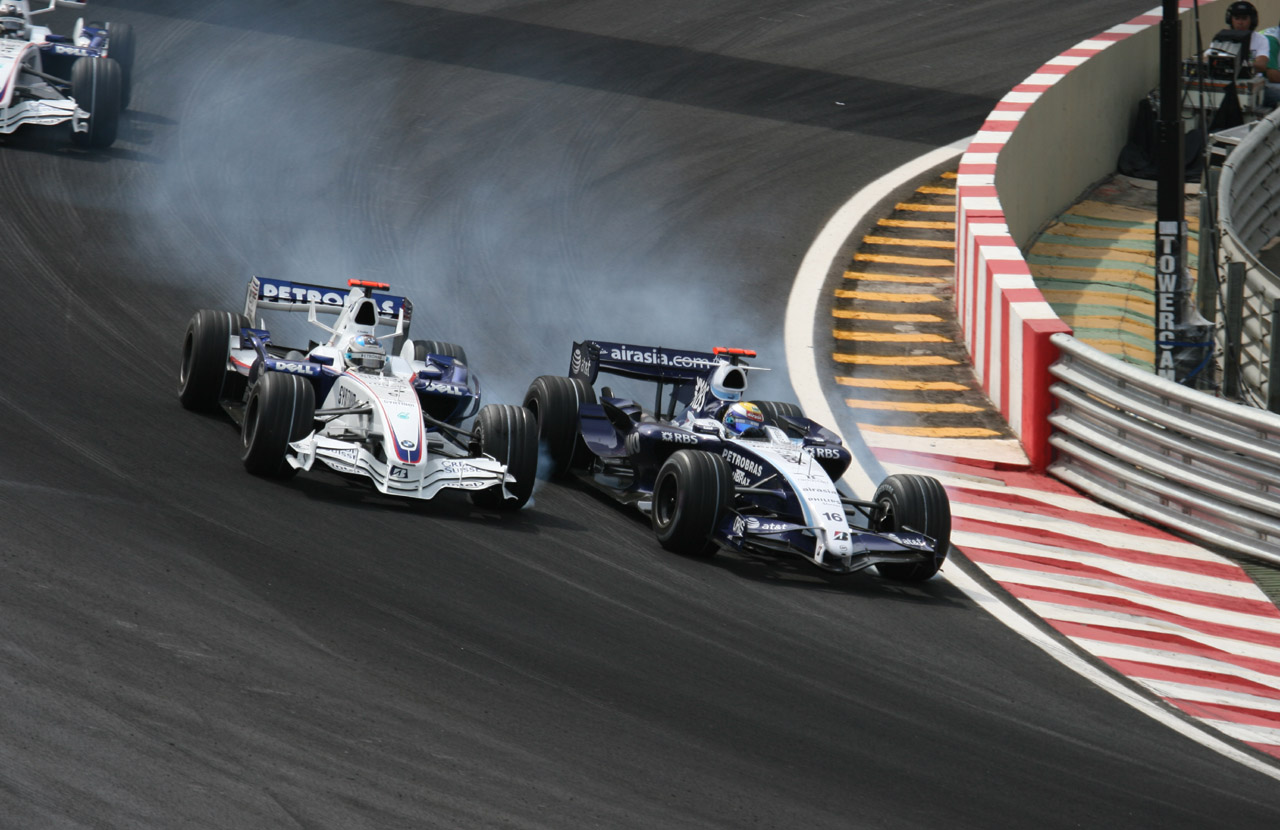
Rosberg Heidfeldet előzi a 2007-es brazil nagydíjon

A 2007-es szezon jól indult számára: hetedik lett a szezonnyitó ausztrál nagydíjon, emlékezetesen megelőzve Ralf Schumachert. Rosberg remekül szerepelt az időmérőkön, és szinte mindig csapattársa, a tapasztalt Alexander Wurz elől indulhatott. A nagyszerű kezdet után azonban a jó eredmények elmaradtak, a szezon első felében a csapattársa előtte állt a tabellán. Az évad második felében azonban eredményei egyre javultak, sorozatban négy versenyen is pontot szerzett. A Japán-és a kínai nagydíjon azonban már nem szerzett pontot. A brazil nagydíjon elszánt küzdelemben legyőzte a BMW Sauber két versenyzőjét, Nick Heidfeldet és Robert Kubicát, és végül a negyedik helyen ért célba, 5 másodperccel Fernando Alonso mögött. Rosberg az idény során 20 pontot gyűjtött és összetettben a 9. helyen végzett, csapattársa, Wurz 13 ponttal a 11. lett.

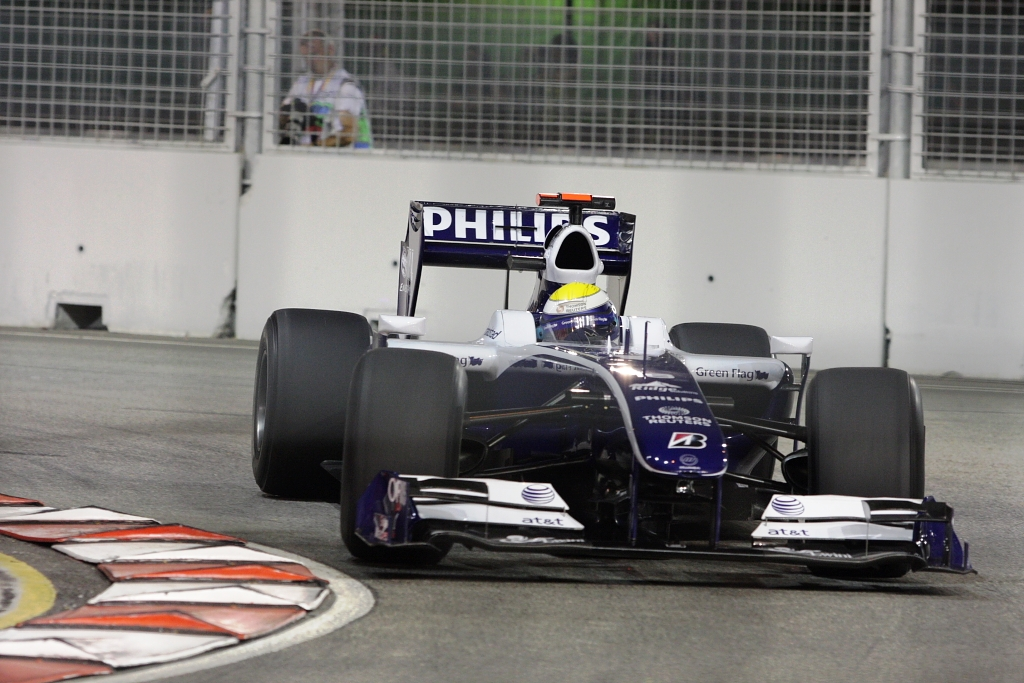
Rosberg a 2009-es szingapúri nagydíjon

2008-ban továbbra is a Williams csapat versenyzője. A szezonnyitón pályafutása első dobogós helyezését elérve 3. lett. A maláj nagydíjon az első körben ütközött Bourdais-val. Autóján elülső légterelőt kellett cserélni, és a versenyen csak a 14. helyre tudott felzárkózni. Bahreinben 8. lett, egy pontot szerezve. Barcelonában a 7. helyen haladt, amikor motorhiba miatt feladta a versenyt. A török nagydíj időmérő edzésén nem jutott be az utolsó szakaszra, és csak a 11. helyről indulhatott. A versenyen az egy pontot érő, 8. helyen végzett. Monacóban jól szerepelt az időmérő edzésen, a hatodik helyet szerezte meg. Az esős futamon többször koccant másokkal, kétszer is ki kellett jönnie a boxba első terelőszárny-cserére. 18 kör volt hátra a távból, amikor az uszoda-kanyar előtt megdobta az egyik rázókő és faltól falig csapódva összetörte az autóját. A balesetet sértetlenül megúszta, de pont nélkül maradt. Kanadában számára sikeres időmérő edzésen ötödik lett, de a boxkiállásoknál hátulról beleütközött Hamiltonba, aki vele együtt szintén nem vette észre időben a piros lámpát. Rosberg ezután ismét kiállni kényszerült orrkúp-cserére, végül csak a 10. helyen ért célba. A boxutcai incidensért Hamiltonnal tíz-tíz helyes rajtbüntetést kaptak a következő futamra. A francia nagydíj időmérő edzésétől éppen ezért nem várhatott sokat, bár egyébként sem ért volna el jó eredményt. Csak Rubens Barrichello rajtbüntetésének köszönhette, hogy nem az utolsó helyről indult. A versenyen 16.-ként ért célba, egy kör hátrányban. A brit nagydíj időmérő edzésén csak szenvedett, és a 18. rajthelyet szerezte meg. A versenyen azonban csak a boxutcából indulhatott, ahonnan a 9. helyre jött fel. Németországban a 13. helyet szerezte meg, ahonnan a 10. helyre tudott feljönni. Egy magyarországi 14. hely után az európai nagydíjon ismét pontot szerzett egy 8. helyezéssel. Az egyaránt esős Belga-és Olasz Nagydíjakon 12., illetve 14.-ként ért célba.

Szingapúrban váratlanul pályafutása addigi legjobb eredményét érte el: A 8. helyről indulva, Piquet balesete nyomán jó pozícióba került, és Alonso mögött másodikként ért be. Ezután azonban már nem sikerült pontot szereznie: A Japán, a Kínai-és a Brazil Nagydíjakon a 11., 15. és 12. helyeken végzett.
A 2008-as világbajnokságot a 13. helyen zárta, 17 ponttal.
A 2010-es évadtól a Mercedes gyári csapatához igazolt, ahol a hétszeres világbajnok, Michael Schumacher csapattársa lett.

#### Mercedes GP

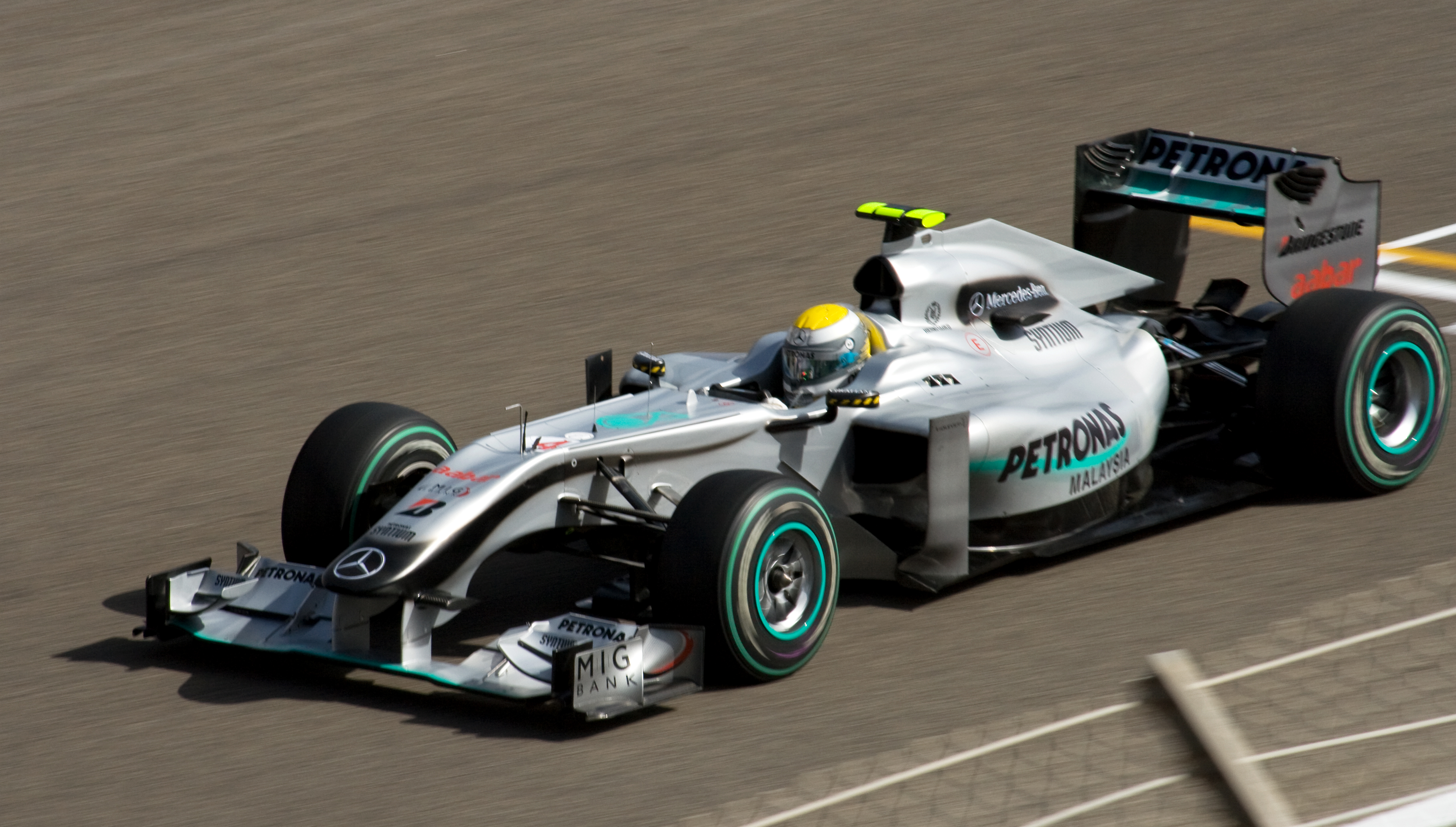
Rosberg Bahrainben

2009. október 29-én bejelentették, hogy Rosberg távozik az év végén a Williams csapattól. 2009. november 16-án a Mercedes felvásárolta a Brawn GP-t és Mercedes GP néven új csapatot indítottak a 2010-es idényben. 2009. november 23-án bejelentették hogy Rosberg lesz a csapat első számú pilótája. Pontosan Rosberg igazolása után egy hónappal bejelentették, hogy Michael Schumacher lesz Rosberg csapattársa.
2010-ben a világbajnoki pontverseny 7. helyén végzett 142 ponttal. Dobogóra Malajziában, Kínában és Silverstone-ban állhatott, annak is mindig a harmadik fokára.

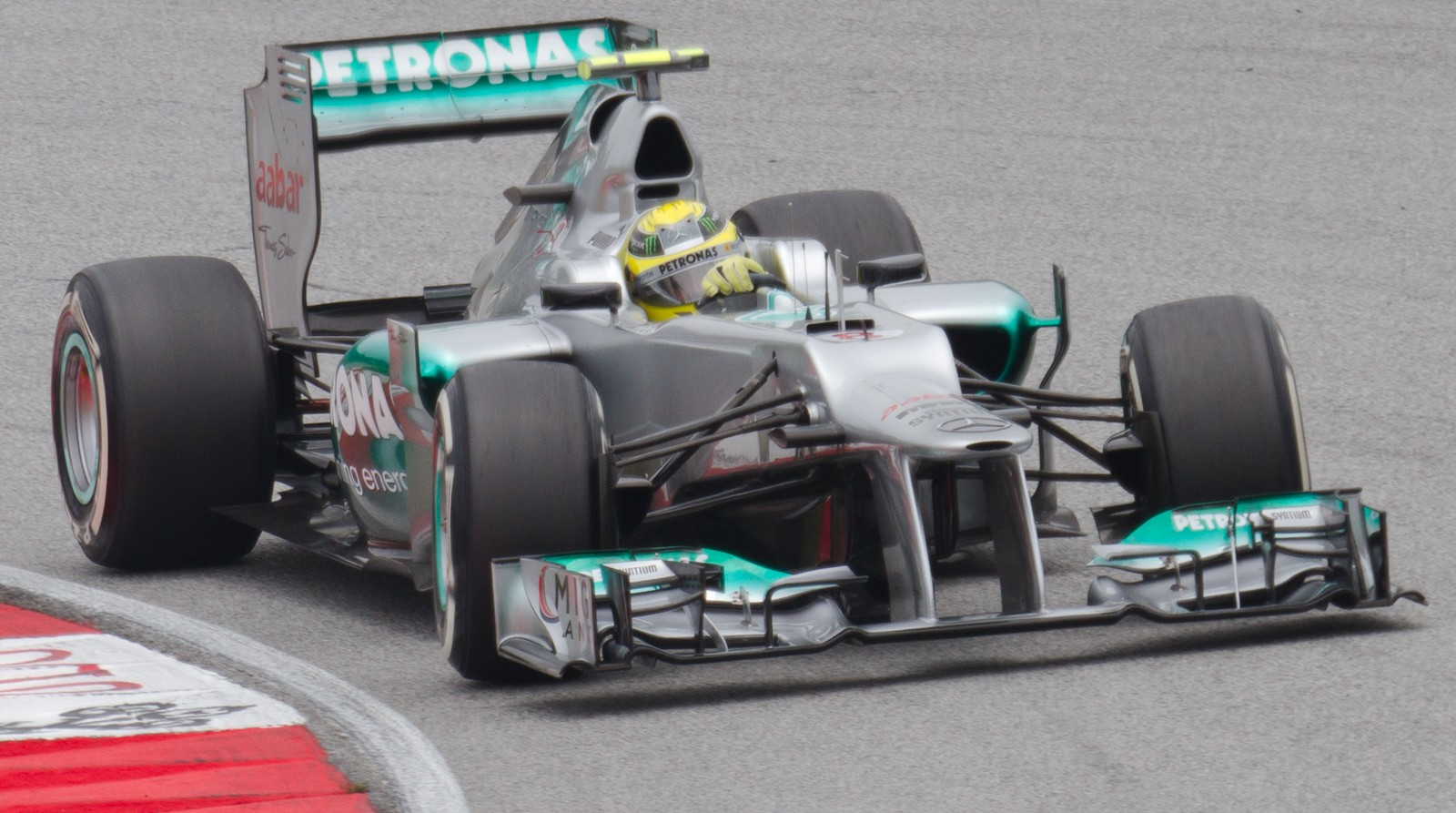
Rosberg 2012-ben

2011-ben ismét a 7. helyen végzett a pontversenyben, ezúttal csak 89 ponttal. Dobogóra egyszer sem állhatott, legjobb eredménye a kínai és a török nagydíjon elért 5. helyezés.
2012-ben a Kínai Nagydíjon megszerezte pályafutása első futamgyőzelmét, s egyben a Mercedes első futamgyőzelmét gyári csapatként való visszatérésük óta. Ezenkívül még Monacóban állt dobogóra, annak is a második fokára. Ebben az évben a vb-pontverseny 9. helyén végzett 93 ponttal.
2013-ban új csapattársat kapott Lewis Hamilton személyében. A Mercedes a leggyorsabb autónak bizonyult ebben az évben, azonban gondot jelentett, hogy az autó rendkívül gyorsan koptatta a gumikat. Élő példa volt rá, hogy Bahreinben, Spanyolországban és Monacóban az élről indulhatott, de csak a monacói versenyen tudott győzni (Bahreinben 9., Spanyolországban 6. lett). Monacón kívül még Silverstone-ban tudott győzni Sebastian Vettel kiesése miatt. Indiában 2., az abu-dhabi nagydíjon pedig a 3. helyen végzett. A vb-pontversenyt a 6. helyen zárta 171 ponttal.

### 2014

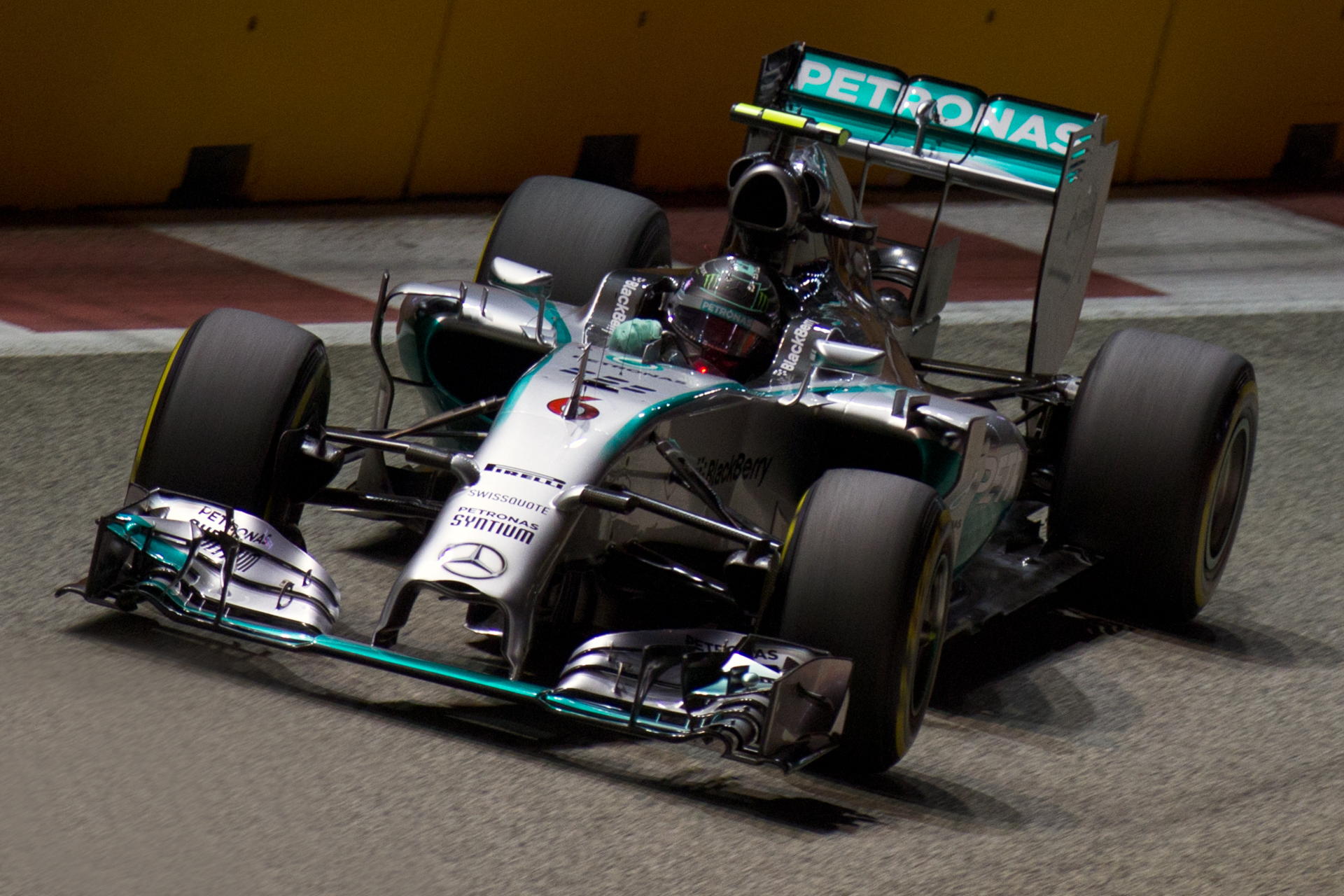
Rosberg a 2014-es szingapúri nagydíjon

A Mercedes a szabály- és motorváltoztatások miatt óriási előnyre tett szert. Már az első Ausztrál nagydíjon is a Mercedest, valamint Rosberget és Hamiltont tartották esélyesnek a világbajnokság megnyerésére.
Melbourne-ben Rosberg a harmadik rajthelyről, míg Hamilton a pole-pozícióból indulhatott. A verseny kezdete után 4 körrel viszont Hamilton kiesett, Rosberg pedig megnyerte az év első nagydíját.
Malajziában az esős időmérő edzést Hamilton nyerte meg, míg Rosberg a 3. helyről várhatta a startot. A futamot Hamilton végig kézben tartotta, és mind az 56 kört vezetve végül megnyerte a futamot Rosberg és Vettel előtt.

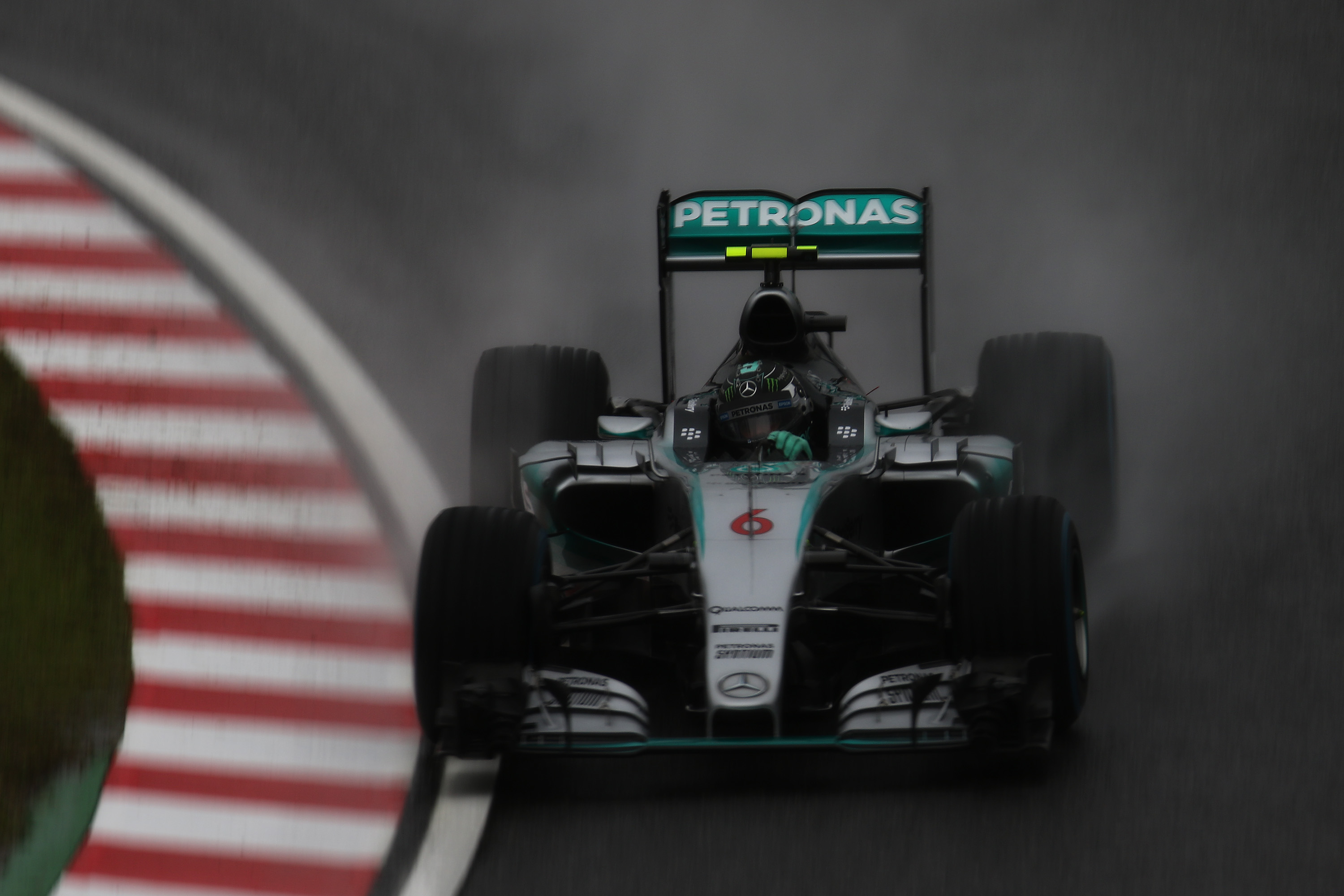
Rosberg a 2015-ös japán nagydíjon

Az év utolsó nagydíján Abu Dhabiban Rosbergnek elromlott az energiavisszanyerő rendszere (ERS), így végül csak 14. helyen ért be, míg Hamilton megnyerte a versenyt és utóbbi elhódította a világbajnoki címet, míg Rosbergnek be kellett érnie a 2. hellyel.

### 2015
2015-ben ugyancsak második lett 322 ponttal, összesen 6 győzelmet összegyűjtve. Bár csapattársa, Lewis Hamilton már három futammal a szezon vége előtt, Austinban bebiztosította a harmadik vb címét, Rosberg a következő három futamot pole-pozícióból indulva megnyerte.

### 2016
A szezonnyitó ausztrál nagydíjon az első sorból indulhatott, a pole-t megszerző háromszoros világbajnok címvédő Lewis Hamilton mellől. A második sorból a két Ferrari indult Vettel-Raikkönen sorrendben, a Scuderia-k álomrajtot véve megelőzték a két Mercedest, eközben Rosberg lerajtolta csapattársát. Fernando Alonso brutális balesetet szenvedett, az emiatti piros zászló után a boxutcából indulhatott újra a mezőny. A Ferrari eltaktikázta magát, és újra szuperlágy abroncson küldte ki versenyzőit, míg a Mercedes-pilóták közepes keverékre váltottak, így a verseny végéig már nem volt szükségük kiállásra. Raikönnen az újraindítás után nem sokkal műszaki hiba miatt kiállni kényszerült, míg Vettel egy elrontott kerékcsere után Hamilton mögé esett vissza, a győzelemre minden esélye elszállt. A német a verseny végéig szorongatta a britet, de az utolsó előtti körben a célegyenes előtti kanyarban kicsúszott, így Rosberg-Hamilton-Vettel sorrendben futottak be.
Az idény második futamán, Bahreinben szintén a 2015-ös világbajnok indulhatott az első rajtkockából, azonban Rosberg ismét lerajtolta, és a Williams versenyzője, Valtteri Bottas az első kanyarban kiforgatta a britet, amiért később a finnt boxutcaáthajtásos büntetéssel sújtották. Raikönnen a rosszul sikerült rajtja után már nem tudta igazán megszorongatni Rosberget, míg Vettel Ferrarijának motorja a felvezetőkörön elfüstölt. Nico így ismételten győzelmet aratott, a 2015-ös futamokat beleszámolva már zsinórban az ötödiket, Raikönnen második helyezésével pedig már 17 pont az előnye csapattársával, Hamiltonnal szemben.

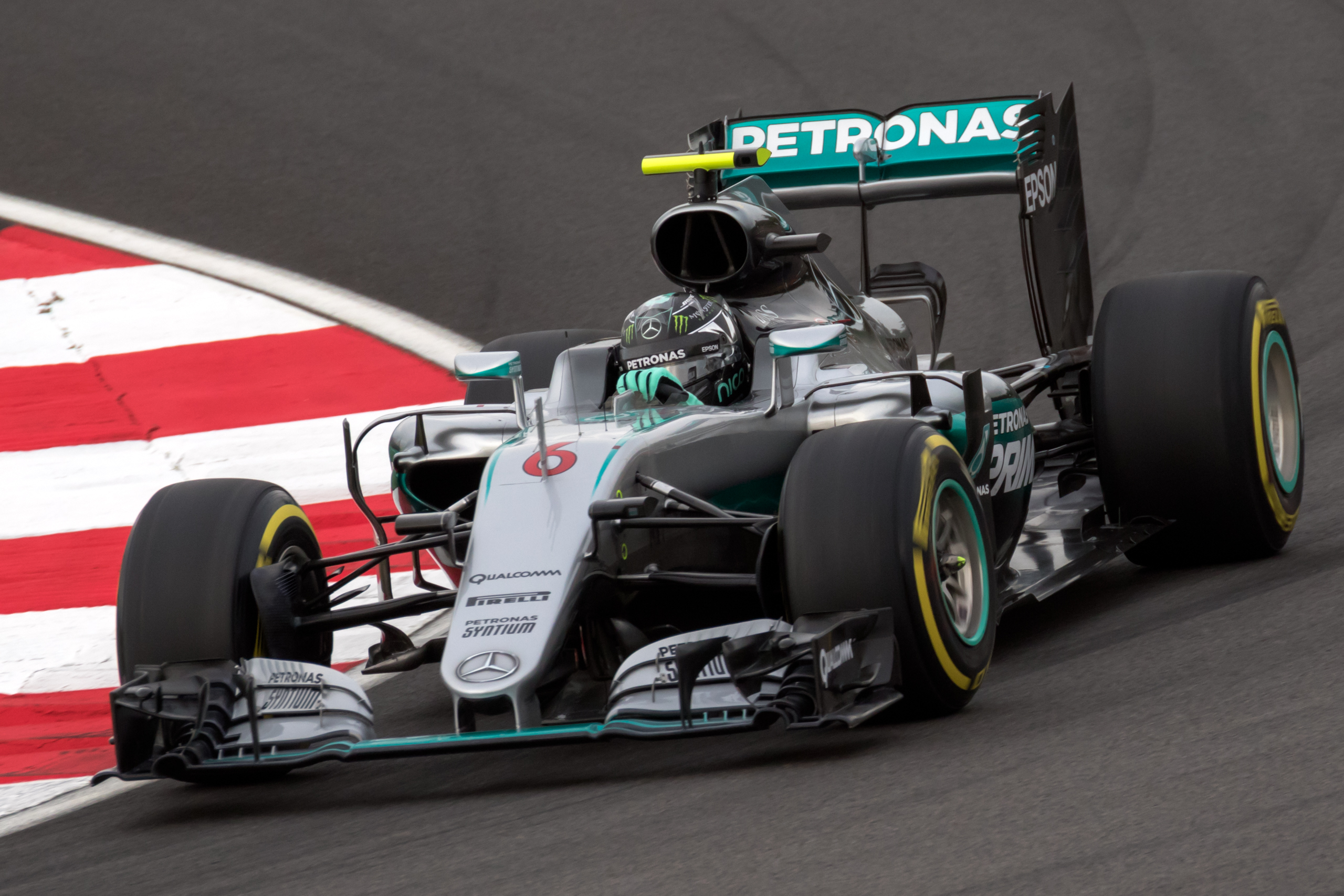
Rosberg a maláj nagydíjon

A 2016-os idény harmadik futamát Sanghaj-ban rendezték meg. Mivel Hamilton autójában sebességváltót cseréltek, már az időmérő edzés előtt lehetett tudni, hogy ötrajthelyes büntetés vár a britre. Az időmérő végül nagyon érdekes eredményt hozott, mivel a címvédő technikai hiba miatt csak a 22. helyről indulhatott, míg a két Ferrari elrontotta a Q3 beli gyors körét, így csak a második sort bérelték ki maguknak. Rosberg mellől a Red Bull-TAG Heuer ausztrál pilótája, Daniel Ricciardo indulhatott. A rajtnál Ricciardo megelőzte Rosberget, ám egy szerencsétlen (a versenyhétvégén összesen már a negyedik) defekt miatt hamar boxkiállásra kényszerült. Az osztrák energiaitalgyártó másik pilótája, az orosz Daniil Kvyat a célegyenes utáni első kanyarban szemfüles módon beférkőzött a két Ferrari mellé, és bár a manőver szabályos volt, Vettel beleütközött csapattársába, mindketten boxkiállásra és orrkúpcserére kényszerültek. Hasonló módon sérült meg a hátul autózó Hamilton is, és a sok törmelék miatt bejött a pályára a biztonsági autó. Miután a versenyt újraindították, Rosberg elhúzott a mezőny elől, innentől a versenyt végig vezetve nyerte meg ismételten a kínai nagydíjat Vettel és Kvyat előtt. Ha Oroszországban is győzni tud, beállítja a hétszeres világbajnok Michael Schumacher rekordját, aki egymás után 7 győzelmet ért el sorozatban. Ennél előrébb csak a négyszeres világbajnok Sebastian Vettel áll, ő 2013-ban zsinórban 9 győzelmet aratott a szezonzáró brazil nagydíjig. Előnye már 36 pont legnagyobb riválisával, Lewis Hamiltonnal szemben.
Az év negyedik futamán, Oroszországban is Nico szerezte meg a pole pozíciót, mivel csapattársa technikai problémák miatt a Q3-ban nem tudott mért kört futni, így csak a 10. helyről rajtolhatott. A befutó Mercedes 1-2. lett, Nico-val az élen, aki végig vezetve a versenyt megfutotta a leggyorsabb kört is, így amellett, hogy beállította Michael Schumacher zsinórban megszerzett hét győzelmes rekordját, igazán elit társaság tagjának mondhatja már magát, hiszen megszerezte első Grand Slam-jét (pole, leggyorsabb kör, győzelem, miközben a teljes futam alatt ő volt az élen). Előnye már 43 pont a második helyen álló Lewis Hamiltonnal szemben.
A következő versenyen (Spanyol nagydíj) történt meg a Mercedes AMG eddigi legnagyobb drámája, mivel a rajtot követően Rosberg megelőzte a pole-ból induló Hamiltont, aki pár kanyar múlva megpróbálta visszaelőzni csapattársát, azonban túlzottan agresszívra sikeredett a manőver, és mindkét ezüst nyíl a kavicságyban kötött ki, ez volt az első futam a hibridérában, amikor mind a két Mercedes versenyző 0 ponttal távozott. A futamot zseniális védekezéssel a csupán 18 éves Max Verstappen nyerte, akinek ez volt az első versenye a Red Bull Racing-gel, miután az orosz Danyiil Kvyatot csapata visszafokozta a Toro Rosso-hoz. Ezzel ő lett minden idők legfiatalabb dobogósa és futamgyőztese.
Ezután Nico-nak gyengébb futamai következtek, csapattársa a Red Bull hibájából megnyerte a Monaco-i GP-t, míg ő csak 7. lett, Kanadában is csak az 5. helyen intették le, miközben csapattársa nyerte a futamot. Ezt követte a Bakuban megrendezett európai nagydíj, ahol az időmérőn a kvalifikáció harmadik szakaszában Hamilton a falhoz vágta a W07-et, így Rosberg sima rajt-cél győzelmet szerzett, miközben megszerezte második Grand Slam-jét is.

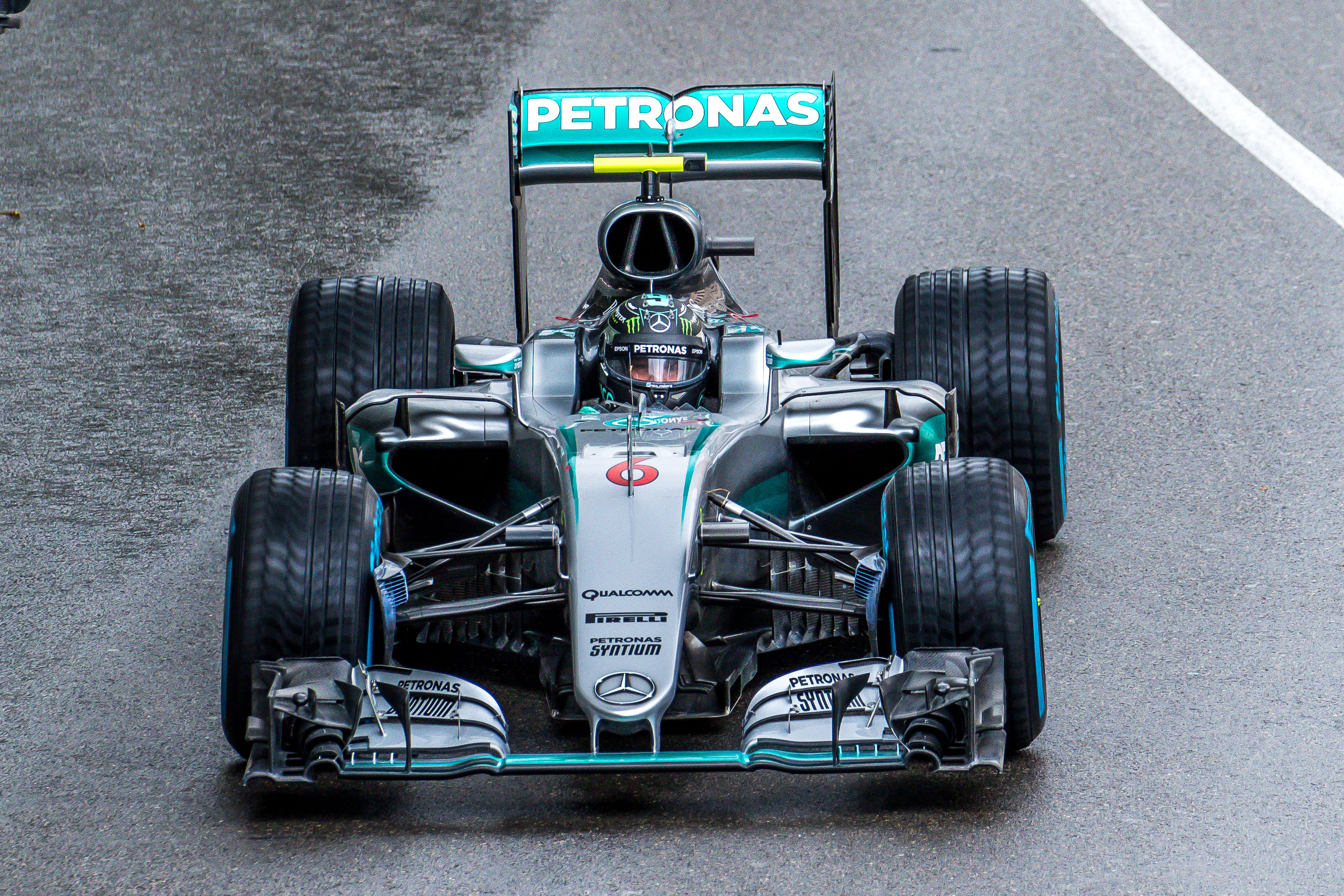
Rosberg Monacóban

A következő négy futamon Nico igazi mélyrepülésbe kezdett, az osztrák nagydíjon az utolsó körig vezetett, de W07-ese már rendkívül rossz állapotban volt, és amikor csapattársa készült elmenni mellette, Rosberg egy szándékos kiszorítás közben összeütközött vele, kocsijának letört az első szárnya, amit aztán a Mercedes maga alá is gyűrt, így nem csak egy, hanem három pozíciót is bukott, csak a negyedik helyen intették le. A brit nagydíjon 2. helyen végzett, azonban tiltott rádióbeszélgetés miatt (a csapata hibázott) 10 másodperces büntetésben részesült, így visszacsúszott a harmadik helyre. Csapattársa és közte már csak 1 pont volt a különbség Rosberg javára. A magyar nagydíjon bár pole-ból indult, végül csak második lett, Hamilton átvette a vezetést összetettben. A német nagydíjon szintén megszerezte az első rajtkockát, de elrontott rajtjának és több rosszul sikerült manőverének, illetve boxkiállásának következtében csak a negyedik helyen intették le, így a nyári szünet előtti utolsó futam után már 19 pont volt Lewis előnye Nico-val szemben. Emellett a Red Bull-TAG Heuer csapata átvette a konstruktőri második helyet, egyértelművé vált, hogy a bikák már nagyobb erőt képviselnek, mint a Ferrarik.
A nyári szünet után a belgiumi Spa-ban folytatódott a versengés, Hamiltonnak azonban elfogytak a szabadon felhasználható motorjai, így csapata egy kiskaput kihasználva három motort is beépített a versenyhétvége folyamán a W07-be, ami rengeteg rajtbüntetést vont maga után, a brit a rajtrács végéről indulhatott csak. Lewis szerencséjére a belga pálya iszonyatos motorerőt igényel, így nagyszerű versenyzéssel felért a dobogó legalsó fokára, miközben német csapattársa könnyedén nyerte a futamot.
Az olasz nagydíjon Hamilton indulhatott az első rajtkockából, azonban elrontotta a rajtot, így Rosberg újabb győzelmet szerzett, míg a brit csak második helyen futott be.
A szingapúri éjszakai futamon Nico megszerezte az első rajtkockát, míg csapattársa csak mögüle indulhatott a harmadik helyről, mivel a második helyet a Red Bull-os Daniel Ricciardo bérelte ki magának. A futamot is Rosberg nyerte, kevesebb, mint fél másodperccel Ricciardo előtt, Hamilton csak 3. lett. Rosberg így újra vezette az összetett tabellát, 8 ponttal volt többje, mint csapattársának. Rosberg 22 futamgyőzelmével ekkor már olyan neveket előzött meg, mint Kimi Raikönnen vagy Mika Häkkinen, és beállította Damon Hill futamgyőzelmeit. A szezon végére beállíthatja vagy akár meg is döntheti Jackie Stewart, a háromszoros skót bajnok 27 futamgyőzelmét, miközben olyan neveket előzhet meg az örökranglistán, mint Nelson Piquet, Juan Manuel Fangio, Niki Lauda vagy Jim Clark. Ha sikerül beállítania vagy felülmúlnia Lauda vagy Clark teljesítményét, miközben a többi futamon nem esik ki, szinte biztosra vehető, hogy bajnok lesz a szezon végén.
A Mercedes hazai pályájának számító maláj nagydíjon Hamilton-Rosberg-Verstappen-Ricciardo-Vettel-Raikönnen sorrendben várhatták a rajtot. A rajtot követően Vettel túl nagy sebességgel akarta bevenni az első kanyart, így belerohant Rosberg W07-esének hátuljába. Nico kiforgott és hirtelen az utolsó helyen találta magát, miközben honfitársa a bal első felfüggesztés kitörése miatt rögtön kiesett. Az 1982-es világbajnok fia nem adta fel, és féltávnál már az ötödik helyen autózott Kimi Raikönnen mögött, majd nagyon agresszívan meg is előzte őt, W07-ese másodszor ért össze egy Ferrarival a futamon. Az élen Hamilton haladt, mögötte Ricciardo és Verstappen. Amikor már mindenki elkönyvelte volna Hamilton győzelmét, a 41. körben a brit W07-esének motorja lángra kapott, a háromszoros világbajnok kiállni kényszerült. Bár a Raikönnen elleni előzés miatt 10 másodperces büntetésben részesült, a futam végére akkora előnyt autózott ki, hogy megtarthatta harmadik helyét. A futamot Ricciardo nyerte Verstappen előtt. Bár még öt futam van hátra a szezon végéig, Hamilton világbajnoki álmai kezdenek szertefoszlani, Rosberg előnye már 23 pont – majdnem egy futamgyőzelemnyi – előtte.

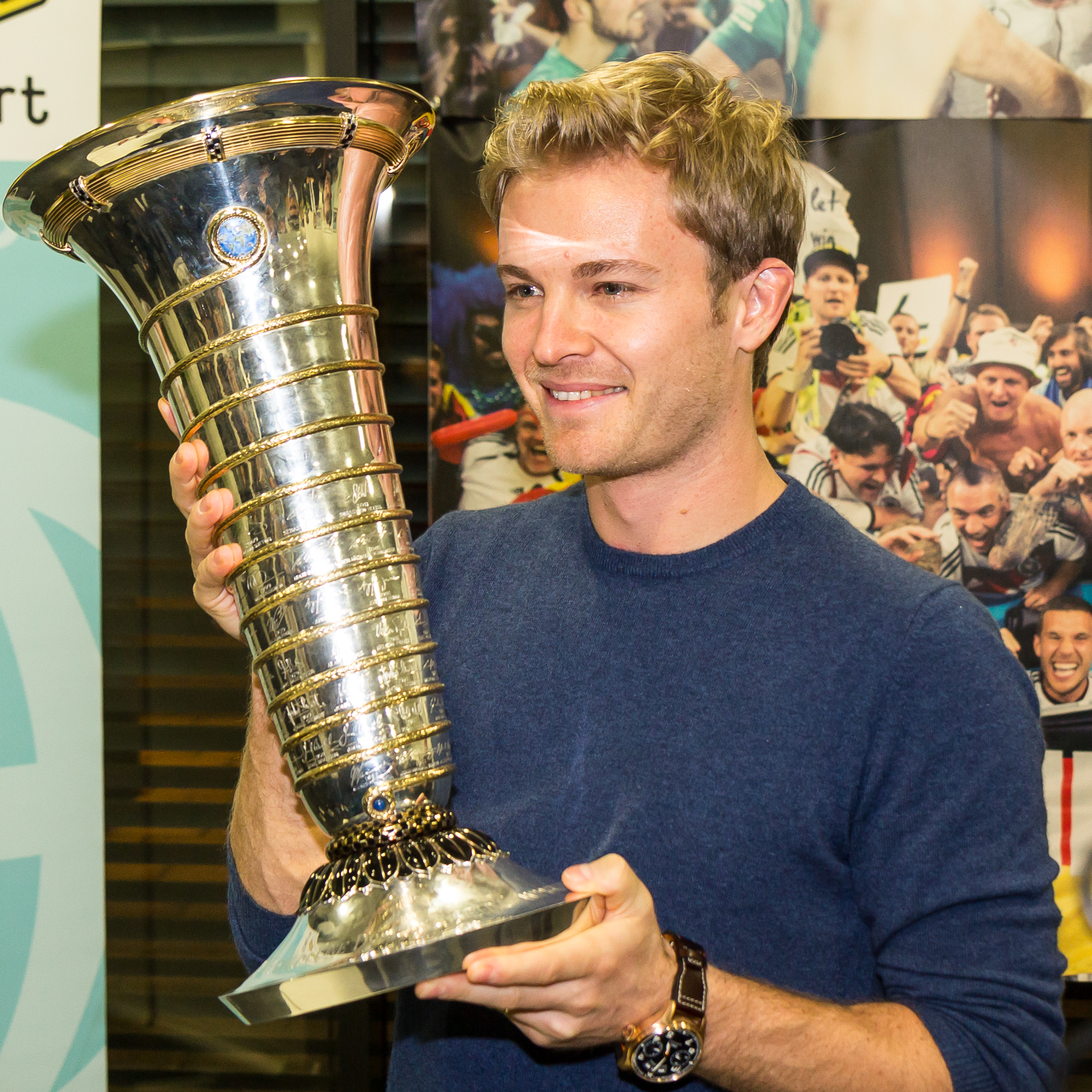
Rosberg a világbajnoki trófeával

Japánban ismét Nico-é lett az első rajtkocka, mellőle csapattársa indult. A futamon Rosberg szinte tökéletesen kapta el a rajtot, ezzel szemben Hamilton pocsék formát mutatott, a 8. helyig esett vissza, mindkét Red Bull, Ferrari és Force India megelőzte. Végül a Ferrari rossz taktikája miatt Lewis egészen a dobogó legalsó fokáig küzdötte fel magát, és bár az utolsó körökben 1 másodpercen belül volt Max Verstappenhez képest, a fiatal holland zseniálisan védekezte ki az ezüst nyíl támadásait, így Hamiltonnak be kellett érnie a harmadik hellyel. Nico rajt-cél győzelmet aratott, 10 ponttal növelte előnyét csapattársával szemben, összesen már 33 ponttal vezet előtte, 4 futammal a szezon vége előtt. Rosbergnek elég a hátralévő futamokon csak második helyen befutnia, és világbajnok. Amennyiben a következő három futamon Mercedes 1-2 lesz a befutó, és ebből Rosberg csak egy futamot is megnyer, a szezon utolsó futama előtt világbajnok lehet.
Austinban Hamilton indult az élről, Rosberg mellőle. A német a rajtnál visszaesett a Red Bull-os Daniel Ricciardo mögé, de végül egy, az ausztrál számára szerencsétlenül kijövő virtuális biztonsági autós szakasz miatt Nico visszajött a második helyre, itt is fejezte be a futamot, miközben csapattársa győzni tudott, zsinórban harmadszor, összességében negyedszer a COTA-n. A harmadik helyre Ricciardo hozta be a bikák autóját, a futamon kiesett az élbolyból Max Verstappen és Kimi Raikönnen is. Rosberg előnye 26 pontra csökkent három futammal a szezon vége előtt.
Mexikóban sokáig úgy nézett ki, hogy Nico csak a negyedik helyről rajtolhat, és a két Red Bull fog Hamilton mögül indulni, de az utolsó Q3-as körét jól rakta össze a német, így ő is az első sorból vághatott neki a futamnak. A 71 körös verseny eléggé eseménytelenül telt, csak a rajtnál illetve az utolsó körökben láthattunk igazán izgalmas és veszélyes csatákat, Rosberg az előbbiben majdnem kiesett a Red Bull fiatal hollandja miatt, de végül a második helyre hozta be a W07-est, míg csapattársa győzedelmesekedett. A harmadik helyen Max Verstappent intették le, azonban 5 másodperces büntetése miatt Vettel állhatott fel a dobogó alsó fokára, viszont pár órával később a Ferrari németjét is megbüntették, aki így az ötödik helyre esett vissza, így a trófeát végül Daniel Ricciardo örökölte meg. Rosberg előnye még mindig nagy, 19 pont, ha a Brazil vagy az Abu-Dhabi nagydíjat megnyeri, egészen biztosan bajnok. Brazíliában már több végeredmény is a hőn áhított világbajnoki címet jelenti számára, arra lesz szüksége Nico-nak, hogy legalább 6 ponttal többet szerezzen, mint Hamilton. Tehát ha Rosberg második és Hamilton maximum negyedik, ha harmadik lesz a német, és csapattársa legfeljebb a hatodik helyen végez, felkerül Nico fejére a képzeletbeli korona, negyedik hely esetén Lewis csak a hetedik vagy ennél hátrébb lévő pozícióban, ötödik hely esetén az angolnak a nyolcadik helyig kell visszaesnie, hatodik helyen történő leintésnél a címvédő maximum kilencedik lehet, míg ha az 1982-es világbajnok fia a hetedik lesz, csapattársának nem szabad pontszerző helyen végeznie ahhoz, hogy már Brazíliában bajnokot avassunk.
Az idény utolsó előtti futamán, Brazíliában kaotikus esős nagydíjat láthattunk, Rosberg végül a Red Bull taktikai hibáinak köszönhetően közvetlenül a nagydíjat életében először megnyerő csapattársa mögött futott be, így ha a szezonzárón Nico dobogóra tud állni, egészen biztosan bajnok, hiszen előnye az utolsó nagydíj előtt 12 pont.
A szezonzáró Abu-Dhabi nagydíjon Lewis Hamilton mögött a második helyen rajtolhatott, az első boxkiállás után Max Verstappen mögé érkezett meg, akit hamar maga mögé utasított. Ezután a futam végéig Hamilton olyan drasztikus módon próbálta őt feltartani, hogy a mögötte lévő közül legalább két pilótának sikerüljön őt megelőzni, hogy a német honfitársa, Sebastian Vettel a végéhez közeledve utol is érte, de Rosberg világbajnok módjára megtartotta a második helyet, és így édesapja, Keke Rosberg után ő is világbajnok tudott lenni. 2016. december 2-án, a FIA díjátadó gáláját megelőzően Bécsben, arra hivatkozva, hogy gyermekkori álmát elérte bejelentette visszavonulását.

## Befektetései és elkötelezettsége
2018 áprilisában Rosberg tulajdonrészt vásárolt a Formula E-szériában. 2018. május 18-án vezette is Berlin utcáin a széria második generációs autóját egy bemutató keretein belül.
Rosberg 2019-ben részt vett a davosi világgazdasági fórumon, és megnyilvánult az éghajlati válsággal kapcsolatban. Kéri, hogy a globális felmelegedés miatt a Formula 1-es versenyautók elektromos meghajtással működjenek, továbbá kérte azt is, hogy a személyszállító járművek is elektromos hajtással működjenek.
„Ha az egész világon csak elektromos vagy hidrogénautókat adnak el, akkor egyszerűen értelmetlen lenne, ha a Formula–1-ben még mindig benzines autókkal versenyeznének. Egy adott ponton biztosan váltaniuk kell.” – jelentette ki Rosberg.
Davosban Rosberg bemutatta a saját cége, a TRE és a Schaeffler által fejlesztett önvezető elektromos taxit, a "Schaeffler Mover"-t.
Sven Krüger és Marco Voigt technológiai tanácsadóival együtt Rosberg megalapította a GreenTech Fesztivált, amelyet először 2019. május 23–25-én rendeztek meg Berlinben. A fesztivál célja, hogy globális platformként szolgáljon a zöld jövőbeli technológiák számára a mobilitás, az energia és az életmód területén. Az esemény a Zöld Vezetők Konferenciájára, a GreenTech kiállításra és a Green Awardsra tagolódik. A 2019-es berlini ePrix-n is részt vett, Davos-szel ellentétben a szervezők széles nyilvánosság részvételét célozzák.

## Eredményei

### Teljes Formula BMW ADAC eredménysorozata
(Táblázat értelmezése)

(Félkövér: pole-pozícióból indult; dőlt: leggyorsabb kört futott) 

| Év   | Csapat      | 1      | 2        | 3       | 4       | 5        | 6        | 7        | 8        | 9       | 10    | 11      | 12      | 13       | 14       | 15      | 16       | 17    | 18      | 19     | 20       | Helyezés | Pont |
| ---- | ----------- | ------ | -------- | ------- | ------- | -------- | -------- | -------- | -------- | ------- | ----- | ------- | ------- | -------- | -------- | ------- | -------- | ----- | ------- | ------ | -------- | -------- | ---- |
| 2002 | VIVA Racing | HOC1 1 | HOC1 2 1 | ZOL 1 2 | ZOL 2 1 | SAC 1 11 | SAC 2 11 | NÜR1 1 3 | NÜR1 2 1 | NOR 1 4 | NOR 2 | LAU 1 7 | LAU 2 5 | NÜR2 1 3 | NÜR2 2 1 | A1R 1 5 | A1R 2 17 | ZAN 1 | ZAN 2 1 | HOC2 1 | HOC2 2 1 | 1.       | 264  |

### Teljes Formula–3 Euroseries eredménysorozata
(Táblázat értelmezése)

(Félkövér: pole-pozícióból indult; dőlt: leggyorsabb kört futott) 

| Év   | Csapat       | Kasztni          | Motor       | 1        | 2       | 3        | 4       | 5        | 6        | 7        | 8        | 9       | 10       | 11       | 12      | 13      | 14      | 15       | 16       | 17      | 18       | 19      | 20       | Helyezés | Pont |
| ---- | ------------ | ---------------- | ----------- | -------- | ------- | -------- | ------- | -------- | -------- | -------- | -------- | ------- | -------- | -------- | ------- | ------- | ------- | -------- | -------- | ------- | -------- | ------- | -------- | -------- | ---- |
| 2003 | Team Rosberg | Dallara F303/005 | Spiess-Opel | HOC 1 Ki | HOC 2 3 | ADR 1 Ki | ADR 2   | PAU 1 15 | PAU 2 17 | NOR 1 8  | NOR 2 Ki | LMS 1   | LMS 2 11 | NÜR 1 Ki | NÜR 2 3 | A1R 1 8 | A1R 2 3 | ZAN 1 18 | ZAN 2 8  | HOC 1 7 | HOC 2 14 | MAG 1 6 | MAG 2 Ki | 8.       | 45   |
| 2004 | Team Rosberg | Dallara F303/006 | Spiess-Opel | HOC 1    | HOC 2 1 | EST 1 Ki | EST 2 4 | ADR 1 5  | ADR 1 Ki | PAU 1 Ki | PAU 2 Ki | NOR 1 4 | NOR 1 17 | MAG 1 6  | MAG 2   | NÜR 1   | NÜR 2 3 | ZAN 1 Ki | ZAN 2 Ni | BRN 1 4 | BRN 2 11 | HOC 1 8 | HOC 2 8  | 4.       | 70   |

### Teljes GP2-es eredménysorozata
(Táblázat értelmezése)

(Félkövér: pole-pozícióból indult; dőlt: leggyorsabb kört futott) 

| Év   | Csapat         | 1         | 2          | 3         | 4         | 5         | 6         | 7         | 8         | 9         | 10        | 11        | 12        | 13        | 14        | 15        | 16         | 17        | 18        | 19        | 20        | 21        | 22        | 23        | Helyezés | Pont |
| ---- | -------------- | --------- | ---------- | --------- | --------- | --------- | --------- | --------- | --------- | --------- | --------- | --------- | --------- | --------- | --------- | --------- | ---------- | --------- | --------- | --------- | --------- | --------- | --------- | --------- | -------- | ---- |
| 2005 | ART Grand Prix | SMR FEA 8 | SMR SPR Ki | ESP FEA 9 | ESP SPR 4 | MON FEA 3 | EUR FEA 3 | EUR SPR 4 | FRA FEA 7 | FRA SPR 1 | GBR FEA 1 | GBR SPR 4 | GER FEA 1 | GER SPR 4 | HUN FEA 5 | HUN SPR 2 | TUR FEA 17 | TUR SPR 3 | ITA FEA 2 | ITA SPR 2 | BEL FEA 3 | BEL SPR 5 | BHR FEA 1 | BHR SPR 1 | 1.       | 120  |

### Teljes Formula–1-es eredménysorozata
(Táblázat értelmezése)

(Félkövér: pole-pozícióból indult; dőlt: leggyorsabb kört futott) 

| Év   | Csapat   | 1      | 2      | 3      | 4      | 5      | 6      | 7      | 8      | 9      | 10      | 11     | 12      | 13     | 14     | 15     | 16      | 17     | 18     | 19     | 20     | 21    | Helyezés | Pont |
| ---- | -------- | ------ | ------ | ------ | ------ | ------ | ------ | ------ | ------ | ------ | ------- | ------ | ------- | ------ | ------ | ------ | ------- | ------ | ------ | ------ | ------ | ----- | -------- | ---- |
| 2006 | Williams | BHR 7  | MAL Ki | AUS Ki | SMR 11 | EUR 7  | ESP 11 | MON Ki | GBR 9  | CAN Ki | USA 9   | FRA 14 | GER Ki  | HUN Ki | TUR Ki | ITA Ki | CHN 11  | JPN 10 | BRA Ki |        |        |       | 17.      | 4    |
| 2007 | Williams | AUS 7  | MAL Ki | BHR 10 | ESP 6  | MON 12 | CAN 10 | USA 16 | FRA 9  | GBR 12 | EUR Ki  | HUN 7  | TUR 7   | ITA 6  | BEL 6  | JPN Ki | CHN 16  | BRA 4  |        |        |        |       | 9.       | 20   |
| 2008 | Williams | AUS 3  | MAL 14 | BHR 8  | ESP Ki | TUR 8  | MON Ki | CAN 10 | FRA 16 | GBR 9  | GER 10  | HUN 14 | EUR 8   | BEL 12 | ITA 14 | SIN 2  | JPN 11  | CHN 15 | BRA 12 |        |        |       | 13.      | 17   |
| 2009 | Williams | AUS 6  | MAL 8‡ | CHN 15 | BHR 9  | ESP 8  | MON 6  | TUR 5  | GBR 5  | GER 4  | HUN 4   | EUR 5  | BEL 8   | ITA 16 | SIN 11 | JPN 5  | BRA Ki  | UAE 9  |        |        |        |       | 7.       | 34,5 |
| 2010 | Mercedes | BHR 5  | AUS 5  | MAL 3  | CHN 3  | ESP 13 | MON 7  | TUR 5  | CAN 6  | EUR 10 | GBR 3   | GER 8  | HUN Ki  | BEL 6  | ITA 5  | SIN 5  | JPN 17† | KOR Ki | BRA 6  | UAE 4  |        |       | 7.       | 142  |
| 2011 | Mercedes | AUS Ki | MAL 12 | CHN 5  | TUR 5  | ESP 7  | MON 11 | CAN 11 | EUR 7  | GBR 6  | GER 7   | HUN 9  | BEL 6   | ITA Ki | SIN 7  | JPN 10 | KOR 8   | IND 6  | UAE 6  | BRA 7  |        |       | 7.       | 89   |
| 2012 | Mercedes | AUS 12 | MAL 13 | CHN 1  | BHR 5  | ESP 7  | MON 2  | CAN 6  | EUR 6  | GBR 15 | GER 10  | HUN 10 | BEL 11  | ITA 7  | SIN 5  | JPN Ki | KOR Ki  | IND 11 | UAE Ki | USA 13 | BRA 15 |       | 9.       | 93   |
| 2013 | Mercedes | AUS Ki | MAL 4  | CHN Ki | BHR 9  | ESP 6  | MON 1  | CAN 5  | GBR 1  | GER 9  | HUN 19† | BEL 4  | ITA 6   | SIN 4  | KOR 7  | JPN 8  | IND 2   | UAE 3  | USA 9  | BRA 5  |        |       | 6.       | 171  |
| 2014 | Mercedes | AUS 1  | MAL 2  | BHR 2  | CHN 2  | ESP 2  | MON 1  | CAN 2  | AUT 1  | GBR Ki | GER 1   | HUN 4  | BEL 2   | ITA 2  | SIN Ki | JPN 2  | RUS 2   | USA 2  | BRA 1  | UAE 14 |        |       | 2.       | 317  |
| 2015 | Mercedes | AUS 2  | MAL 3  | CHN 2  | BHR 3  | ESP 1  | MON 1  | CAN 2  | AUT 1  | GBR 2  | HUN 8   | BEL 2  | ITA 17† | SIN 4  | JPN 2  | RUS Ki | USA 2   | MEX 1  | BRA 1  | UAE 1  |        |       | 2.       | 322  |
| 2016 | Mercedes | AUS 1  | BHR 1  | CHN 1  | RUS 1  | ESP Ki | MON 7  | CAN 5  | EUR 1  | AUT 4  | GBR 3   | HUN 2  | GER 4   | BEL 1  | ITA 1  | SIN 1  | MAL 3   | JPN 1  | USA 2  | MEX 2  | BRA 2  | UAE 2 | 1.       | 385  |

† A versenyt nem fejezte be, de helyezését értékelték, mert a versenytáv több, mint 90%-át teljesítette.
‡ A versenyt félbeszakították, és nem teljesítették a táv 75%-át, így a helyezéséért járó pontoknak csak a felét kapta meg.
Megjegyzés: 2014-ben a szezonzáró nagydíjon dupla pontokat osztottak.

## Magánélet
- Apja: Keke Rosberg; 1982-es Formula–1-es világbajnok.
- Anyja: Sina Rosberg

Nico Rosberg nős, felesége Vivian Sibold német lakberendező. 2015. augusztus 30-án született meg kislányuk, Alaia. 2017. szeptember 12-én született második kislányuk, Naila. Jelenleg Monacóban élnek. Folyékonyan beszél németül, angolul, franciául, olaszul és spanyolul, de édesapja anyanyelvén, finnül nem. Finn és német állampolgársággal is rendelkezik. 2003-ig finn, majd 2004-től német színekben versenyzett egészen 2016-os visszavonulásáig.